# Bahnhof Mersch
Der Bahnhof Mersch ist der Bahnhof von Mersch im gleichnamigen Kanton in Luxemburg.

## Geschichte

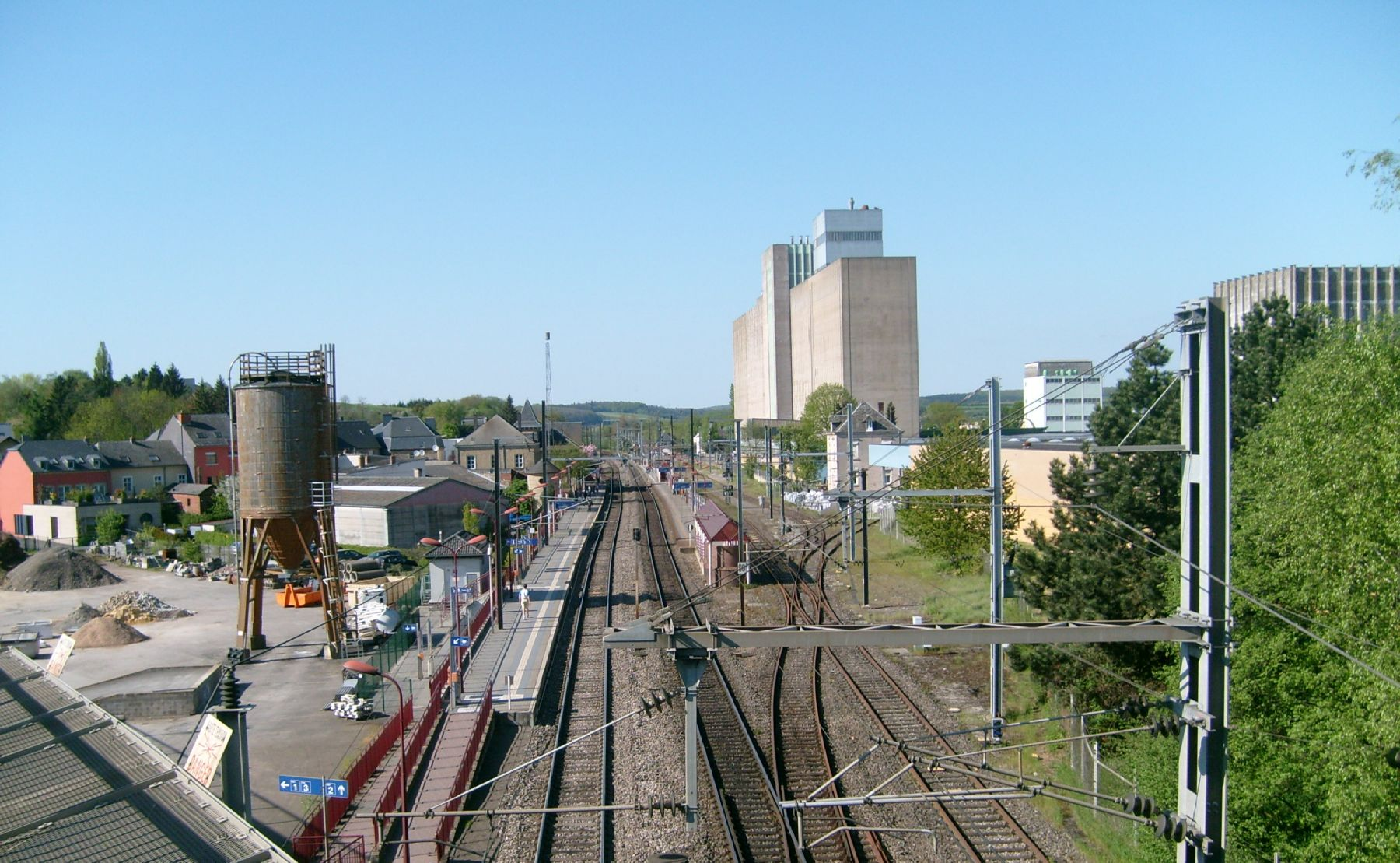
Bahnhof Mersch

Der Bahnhof wurde 1862 errichtet. In diesem Jahr wurde auch der erste Teil der Bahnstrecke Luxemburg–Spa, die Verbindung von Luxemburg nach Ettelbrück, in Betrieb genommen. 1876 wurde am Empfangsgebäude unter anderem der Turm hinzugefügt, 1910 wurde das Gebäude nochmals erweitert.
Ab dem Jahr 2000 wurde in Mersch ein Pilotprojekt zur Verbesserung der Luxemburger Bahnhöfe gestartet. Neben dem Bau zweier Unterführungen und allgemeiner Renovierungs-, Sanierungs- und Verbesserungsmaßnahmen führte dieses zur Installation eines Fahrgastinformationssystems. Zusätzlich werden Busfahrer, deren Linie am Bahnhof beginnt, über ein satellitengestütztes System über Zugverspätungen unterrichtet. Ihnen wird auch mitgeteilt, ob auf den verspäteten Zug gewartet werden soll, um den Anschluss zu gewährleisten. Diesem Projekt soll Modellcharakter für alle Bahnhöfe Luxemburgs zukommen.

## Bedienung
Der Bahnhof wird im Jahr 2011 täglich von über 110 Zügen angefahren. Die Hauptstadt Luxemburg kann in 13 Minuten erreicht werden. Vor dem Bahnhof befindet sich ein Busbahnhof mit fünf Bussteigen. Vom Bahnhof Mersch besteht neben dem Zug auch noch ein 10- bis 20-minütlicher Bus-Takt nach Luxemburg und Ettelbrück.